# Radomyshl
Radomyshl (tiếng Ukraina: Радомишль) là một thành phố của Ukraina. Thành phố này thuộc tỉnh Zhytomyr. Thành phố này có diện tích ? km2, dân số theo điều tra dân số năm 2001 là 15326 người.